# Con Picante
Con Picante es un álbum recopilatorio de varios artistas perteneciente a la colección de CD Los Discos De La Luna, editado en 1999, está compuesto por 12 canciones, perteneciente a la compañía discográfica PolyMedia, y el álbum trata de Humor Corrosivo, en la portada del álbum se refleja la imagen de un micrófono en llamas.

## Prólogo
En el libreto interior del álbum se visualiza el texto del prólogo :
Unos Temas Pican Y Otros No
Más necesario para sobrevivir que cualquiera de los famosos Cinco Sentidos, el del humor puede llegar a ser un aguacero que todo lo impregna. La música, por supuesto, puede y debe estar muy ligada al humor, y en España son muchos los artistas que sazonan sus canciones con sal gruesa o fina, dependiendo de sus capacidades. No se trata de hacer chistes musicalizados, sino de añadir un toque de picardía a lo que se dice o a la manera de decirlo. La Orquesta Mondragón siempre se distinguió por entreverar sus letras de un humor inteligente, sobre todo si éstas estaban escritas por el inolvidable Eduardo Haro Ibars, como es el caso de Caperucita Feroz. También practican un humor con doble fondo esos Mártires del Compás que dan una sabrosa tuerca al amor menstrual en Dulce. Clásicos de la Movida, Ejecutivos Agresivos, grupo que dio lugar a Derribos Arias o Gabinete Caligari, apenas tuvo repercusión en su momento, pero su Mari Pili fue lo más cercano a una canción del verano no indigesta que se puede escuchar. La faceta más insultante del género se encuentra en las hirientes composiciones de Los Ilegales: Hola Mamoncete; la variante cutre-dadaísta es parte del repertorio de Alaska Y Los Pegamoides: Horror En El Hipermercado. Los Sencillos homenajean al gran Gato Pérez, con una gran rumba agridulce, Se Fuerza La Máquina, mientras que Paco Clavel pone la nota de socarrona frivolidad con El Twist Del Autobús. Martirio siempre destila un humor descolocante, y más si entra en el género de pop picarón, como es el caso de Méteme Goles. Otra canción playera con sabor de protesta bullanguera: The Refrescos y Aquí No Hay Playa, Penúltimos de esta fila, Los Burros se encuentra con que Mi Novia Se Llamaba Ramón, y Los Inhumanos acaban cargando las tintas en un tema vocinglero :
``Manué´´
Especialidad De La Casa
Nada más cercano al humor en estado puro que aquel que se realiza con absoluta libertad de planeamientos. Eso es lo que viene haciendo Pablo Carbonell desde su etapa en el grupo Toreros Muertos. Ya entonces dio muestras de por donde caminaba su voluntario desajuste mental con respecto a las reglas sociales, y nada mejor para ilustrarlo que esta pequeña joya del humor musical : Mi Agüita Amarilla.

## Canciones
| N.º | Título                      | Intérprete              | Duración |  |
| 1.  | «Caperucita feroz»          | Orquesta Mondragón      |          |  |
| 2.  | «Dulce»                     | Mártires del Compás     |          |  |
| 3.  | «Mari Pili»                 | Ejecutivos Agresivos    |          |  |
| 4.  | «Hola mamoncete»            | Ilegales                |          |  |
| 5.  | «Horror en el hipermercado» | Alaska Y Los Pegamoides |          |  |
| 6.  | «Mi agüita amarilla»        | Los Toreros Muertos     |          |  |
| 7.  | «Se fuerza la máquina»      | Los Sencillos           |          |  |
| 8.  | «El twist del autobús»      | Paco Clavel             |          |  |
| 9.  | «Méteme goles»              | Martirio                |          |  |
| 10. | «Aquí no hay playa»         | The Refrescos           |          |  |
| 11. | «Mi novia se llamaba Ramón» | Los Burros              |          |  |
| 12. | «Manué»                     | Los Inhumanos           |          |  |